# Phisis willemsei
Espèce
Synonymes
- Phisis willemsei gilbertensis D.K.M. Kevan, 1987[1]

Phisis willemsei est une espèce de sauterelles de la famille des Tettigoniidae, largement répandue et commune dans le nord-ouest du Pacifique, sur la végétation du sous-étage, parmi les plantes du genre Scaevola, les haricots, sur les plages de sable, etc.